# Biserovus xiae
Biserovus xiae är en djurart som tillhör fylumet trögkrypare, och som beskrevs av Li, Su och Yu 2004. Biserovus xiae ingår i släktet Biserovus och familjen Macrobiotidae. Inga underarter finns listade i Catalogue of Life.